# Викторов, Константин Александрович
Константин Александрович Викторов (30 ноября 1863 — 20 сентября 1915) — русский военный  деятель, генерал-майор (1916; посмертно). Герой Первой мировой войны, погиб в бою.

## Биография
Из дворян Псковской губернии.
В службу вступил в 1880 году после окончания Орловского Бахтина кадетского корпуса. В 1882 году после окончания  1-го военного Павловского училища по I разряду произведён в подпоручики и выпущен в 101-й пехотный Пермский полк.
В 1886 году произведён в поручики,  в 1891 году в штабс-капитаны, в  1898 году в капитаны. С 1904 года участник  Русско-японской войны, командир роты 5-го Восточно-Сибирского стрелкового полка. В 1908 году произведён в подполковники — командир батальона того же полка.
С 1914 года участник Первой мировой войны во главе своего батальона, был ранен. В 1915 году за боевые отличия произведён в полковники — и.о. командира и командир  5-го Сибирского стрелкового полка. 20 сентября 1915 года погиб в бою у с. Загач, Высочайшим приказом от 28 февраля 1916 года исключён из списков убитым в бою с неприятелем. Высочайшим приказом от 13 марта 1916 года посмертно за боевые отличия произведен в чин генерал-майора.

Высочайшим приказом от 21 декабря 1916 года за храбрость награждён Георгиевским оружием: 
За то, что 12-го февраля 1915 года временно командуя 5-м Сибирским стрелковым полком и получив приказания атаковать фольварк Августов близ города Прасныша, решительно повёл полк в наступление под губительным огнём противника по вспаханному полю, превратившемуся после дождей в сплошную грязь и взял этот приспособленный к упорной обороне фольварк, обратив противника в бегство, при этом было взято 2 пулемёта с лентами и 3 двуколки; продолжая затем дальнейшее наступление, во главе своего полка взял с боя деревню Лисиогура, где было захвачено в плен 143 нижних чина. Взятие д. Августово обеспечило успешное наступление соседних частей и дальнейший решительный успех дивизии.

## Награды
За время службы Константин Викторов удостоен наград:
- Орден Святой Анны 3-й степени  (ВП 1905)
- Орден Святого Станислава 2-й степени с мечами (ВП 1905; мечи — ВП 10.11.1916)
- Орден Святой Анны 2-й степени с мечами (ВП 03.12.1913; мечи — ВП 16.11.1916)
- Орден Святого Владимира 4-й степени с мечами и бантом (ВП 12.02.1915[4])
- Орден Святой Анны 4-й степени с надписью «За храбрость» (ВП 20.06.1915)
- Высочайшее благоволение (ВП 19.04.1916)
- Георгиевское оружие (ВП 21.12.1916)